# Isla Víctor Hugo
La isla Víctor Hugo (en inglés: Hugo Island) es una isla cubierta de hielo de 1,9 km de longitud, con varios islotes rocosos en su cara este, localizada en el margen oeste de la península Antártica, aproximadamente 70 km al suroeste de cabo Mónaco de la isla Anvers. Probablemente descubierta por C. J. Evensen en 1893, ya que es en ese momento cuando aparece en los mapas una isla deshabitada de similar localización y extensión. La isla fue cartografiada por la Expedición Antártica Francesa, 1903-1905, por el Dr. Jean-Baptiste Charcot, quién la nombró en homenaje al escritor francés Victor Hugo, abuelo de la primera esposa de Charcot, Jeanne Hugo.
La isla se encuentra en un punto más o menos equidistante entre los archipiélagos Palmer, Wilhelm y Biscoe, y frecuentemente se la incluye como parte del primero, pero no es parte de él.

## Actividades científicas
En el año 2009 una expedición científica del Programa Antártico de los Estados Unidos colocó un GPS para investigaciones geodésicas, que actualmente se encuentra funcionando como parte del proyecto LARRISA para el estudio de la barrera de hielos Larsen. También existe en la isla una estación meteorológica automática manejada por este programa antártico.

## Reclamaciones territoriales
Argentina incluye a la isla en el departamento Antártida Argentina dentro de la provincia de Tierra del Fuego, Antártida e Islas del Atlántico Sur; para Chile forma parte de la comuna Antártica de la provincia Antártica Chilena dentro de la Región de Magallanes y de la Antártica Chilena; y para el Reino Unido integra el Territorio Antártico Británico. Las tres reclamaciones están sujetas a las disposiciones del Tratado Antártico.
Nomenclatura de los países reclamantes:
- Argentina: isla Víctor Hugo
- Chile: isla Víctor Hugo
- Reino Unido: Hugo Island